# Phenacolophidae
De Phenacolophidae is een familie van uitgestorven hoefdierachtige zoogdieren, behorend tot de parafyletische Condylarthra. De dieren uit deze groep leefden tijdens het Laat-Paleoceen in Azië.

## Taxonomie
- Familie Phenacolophidae
  - Geslacht Phenacolophus
  - Geslacht Ganolophus
  - Geslacht Minchenella
  - Geslacht Tienshanilophus
  - Geslacht Yuelophus

## Verwantschap
Door diverse studies is een verwantschap gesuggereerd tussen de Phenacolophidae en de Tethytheria, een groep die onder meer de slurfdieren en zeekoeien omvat. De Phenacolophidae wordt wel gezien als voorouders of zelfs leden van de Tethytheria.  Direct bewijs voor verwantschap tussen de Phenacolophidae en de Tethytheria ontbreekt echter. De gesuggereerde verwantschappen zijn met name gebaseerd op de morfologie van de tanden en de bouw van de enkel. Al met al is het bewijs voor de verwantschap zwak. De morfologische overeenkomsten lijken het best te verklaren door convergente evolutie. Een studie van betere fossielen van Phenacolophidae in 2016 heeft aangetoond dat de groep basale hoefdieren zijn die onverwant zijn aan de Tethytheria.